# Vladislav Kotromanić
Vladislav Kotromanić a régné comme souverain de Bosnie de septembre 1353 à sa mort en 1354. Il a avec son frère Étienne II Kotromanić, fait de la Bosnie un État indépendant qui était par le passé sous influence hongroise.
Il était le fils d'Étienne Ier de Bosnie et de Élisabeth de Serbie. Il avait quatre frères et deux sœurs. Il épousa Jelena Šubić, fille de Djuraj Šubić, comte de Bribir, et nièce de Mladen II Šubić, Ban de Bosnie. Après sa mort, son fils Tvrtko Ier lui succéda.
En 1346, Lors du couronnement de Stefan Uroš IV Dušan, il refusera de reconnaitre celui-ci en tant qu'« empereur des Serbes et des Grecs », mais pour éviter un conflit armée avec l'Empire de Dusan, il lui reconnut le titre d'Empereur de Rascie.